# نقشه ایران در اواخر دوره صفویه

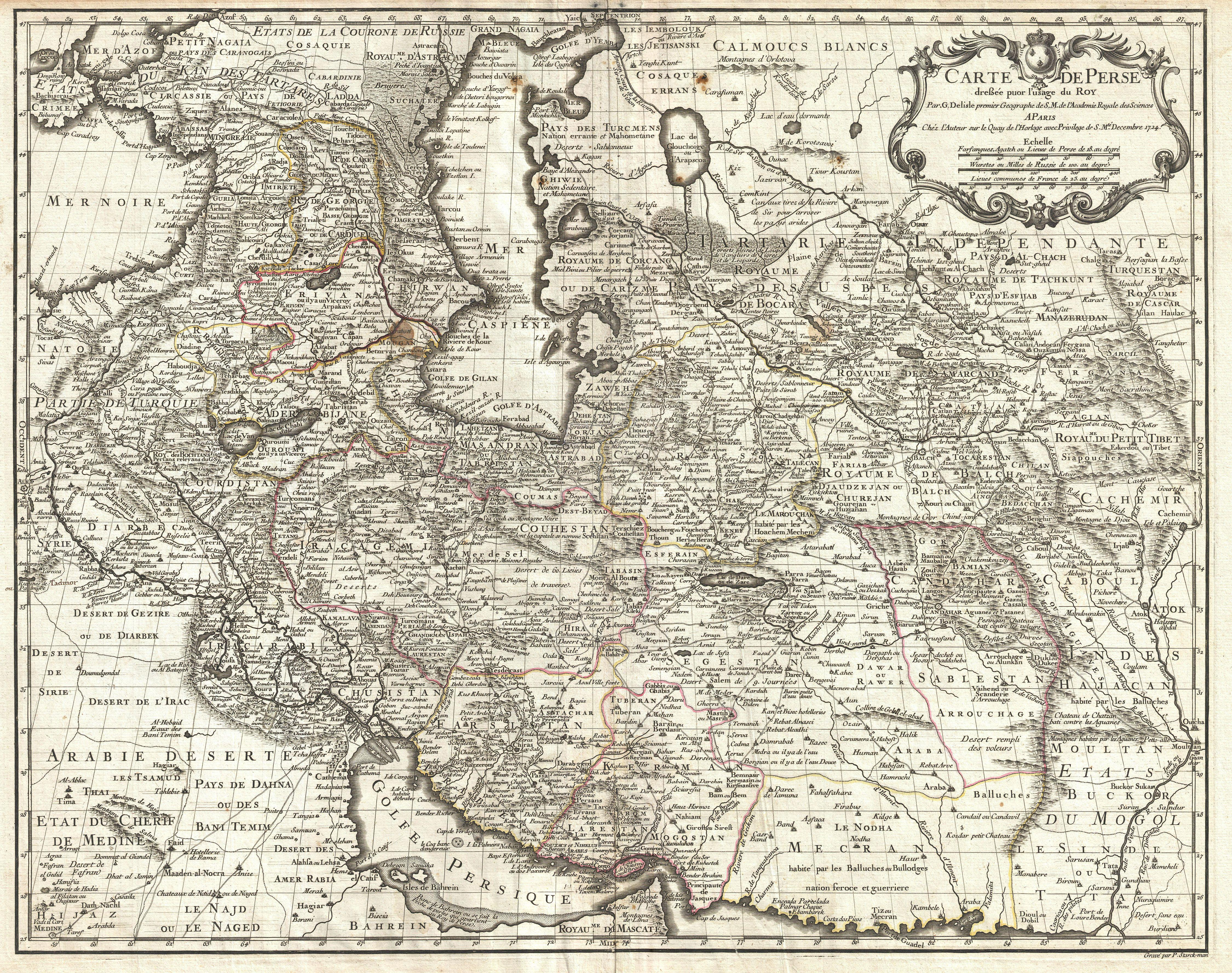

نقشه ایران در اواخر دوره صفویه نقشه‌ای است ترسیم شده به وسیله گیلوم دلیسله جغرافیدان و کارتوگراف فرانسوی. این نقشه در سال ۱۷۲۴ میلادی (اواخر دودمان صفوی) ترسیم شده است. این نقشه با عنوان (به فرانسوی: Carte de Perse) نامیده شده است و از دریای آزوف و کریمه از غرب آغاز شده و تا کشمیر و کابل در شرق امتداد دارد. محدوده نقشه از شمال، بالاترین نقطه دریای خزر و از جنوب خلیج فارس و تنگه هرمز است. نام خلیج فارس در نقشه به صراحت Golfe Persique درج شده است.

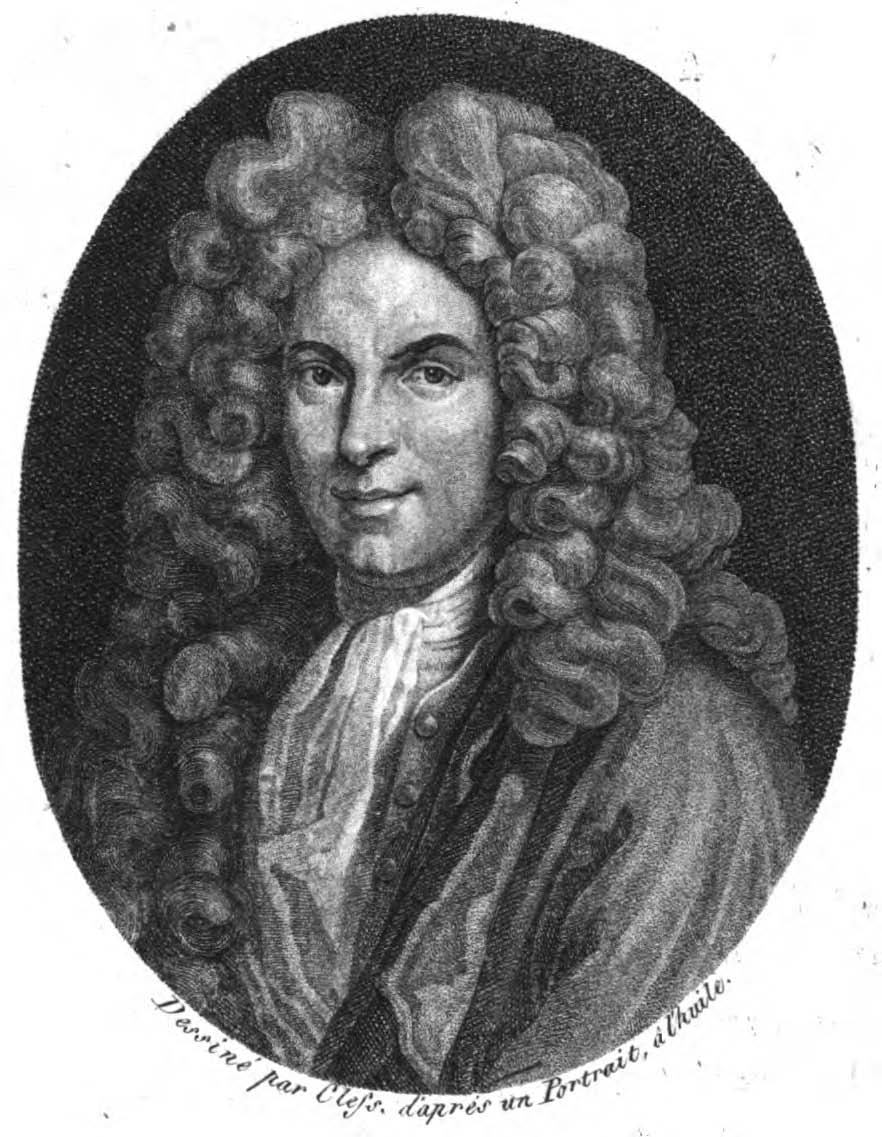
گیلوم دلیسله

این نقشه شامل کشورهای امروزی عراق، افغانستان، ایران، کویت، ازبکستان، ترکمنستان، تاجیکستان، ارمنستان و جمهوری آذربایجان است. همچنین این نقشه بخش‌هایی از کشورهای روسیه، پاکستان، ترکیه، اوکراین، قزاقستان و شبه جزیره عربستان را نشان می‌دهد.
در نقشه گیلوم دلیسله کوه‌ها و مسیرهای اتصالی بین شهرها ذکر شده‌اند.